# ヨナ抜き音階
ヨナ抜き音階（四七抜き音階、ヨナぬきおんかい）は、明治以降の日本で使われる五音音階の一種であり、ヨナ抜き長音階とヨナ抜き短音階の2つからなる。明治初期は西洋音楽での音階である「ドレミファソラシ」を「ヒフミヨイムナ」と読んでいたので、そのヨとナを抜いた事から名付けられた。
「ヨナ抜き長音階」は、西洋音楽におけるドを主音とする長音階（ドレミファソラシ）に当てはめたときにドから四つ目のファと、七つ目のシがない音階（ドレミソラ）のことで、全音階的五音音階（Cメジャーペンタトニック）と同じ音階である。同様に「ヨナ抜き短音階」は、ラからはじまる自然短音階（ラシドレミファソ）の四つ目のレと、七つ目のソがない音階（ラシドミファ）の事である。
ヨナ抜き音階と同様2つの音を抜いた音階としてニロ抜き音階（二六抜き音階、ニロぬきおんかい）がある。ニロ抜き音階も「ニロ抜き長音階」と「ニロ抜き短音階」にわかれ、それぞれ主音がドの長音階、主音がラの自然短音階から二番目と六番目を抜いた音階である。名称のニロ抜きはこの2つの番数に由来する。
| 音階名         | 音階                 | 備考                                                                        |
| -------------- | -------------------- | --------------------------------------------------------------------------- |
| ヨナ抜き長音階 | ド、レ、ミ、ソ、ラ   | 呂音階、全音階的五音音階（Cメジャーペンタトニック）と同じ                   |
| ヨナ抜き短音階 | ラ、シ、ド、ミ、ファ | 呂陰音階と同じ。都節音階を第3音から始めたものとも同じ                       |
| ニロ抜き長音階 | ド、ミ、ファ、ソ、シ | 琉球音階と同じ                                                              |
| ニロ抜き短音階 | ラ、ド、レ、ミ、ソ   | 田舎節を第4音から始めたものと同じ、 民謡音階、Aマイナーペンタトニックと同じ |

近代以前の日本でも、中国由来の「呂旋法」が雅楽や声明、民謡、民俗芸能に見られ、ヨナ抜き音階はこの呂旋法と同じ音階が明治以降の日本で使われたものである。
呂旋法には呂音階と呂陰音階があるが、これらが（平均律で近似すれば）それぞれヨナ抜き長音階、ヨナ抜き短音階と同じ音階を持つ。
ただし「呂音階はそのままの形では日本に定着せず、主音を変えた雅楽の律音階や田舎風の民謡音階として根付いたようであり、呂音階は雅楽でも俗曲でも少ない」。
またヨナ抜き短音階は日本の他の五音音階（琉球音階、民謡音階、律音階、都節音階）よりも陰音階である度合いが強く、日本の伝統音楽はヨナ抜き短音階ほど暗くはなかったものと思われる。

## 音楽的特徴
音楽的に見た場合、ヨナ抜き長音階、ヨナ抜き短音階は呂音階・呂陰音階のみならず西洋の長音階、短音階の影響を受けているので、主音はそれぞれド、ラである。
またヨナ抜き音階は「機能和声に欠かせない導音（長音階の「シ」，短音階の「ソ#」) を持たず，またテトラコルドを構成する四度(長音階の「ファ」，短音階の「レ」) も持っていない」。この事が小泉文夫など多くの音楽研究者の批判を浴びてきた。
ヨナ抜き短音階は都節音階の第三音を主音とすることによって得られるため、「伝統的な日本音楽でヨナ抜き短音階に近い都節音階的な旋律がヨナ抜き短音階でも好まれ」る。このような「都節音階の旋律法を強引に洋楽的終止にしようとすることからくる終止音の不安定さよって、どことなく暗さがただよう。これが、昭和にはいって歌謡曲といわれるようになった流行歌の内容、つまり、あきらめや涙、雨というモチーフにふさわしい音の形式となったのである」。

## なぜヨとナが抜けているか
ドの音の周波数を2倍にすると1オクターブ高いドになるが、それに対しドの音の周波数を3倍にすると（元のドよりも1オクターブと完全五度高い）ソの音になる。さらに3倍にすると（先ほどのソより1オクターブと完全五度高い）レの音になる。以下同様に3倍音を考えていくと、派生音も含めた12の音が全て登場し、13音目がほぼドの音と等しくなって終了する。これがピタゴラス学派が元々考えた12の音律の決め方である。この12音のうち最初登場する6つが順に「ドソレラミシ」であり、最後の一つが「ファ」である。
古代中国でも同様の考えで音律を決めていき、これを「三分損益法」と呼んだが、おそらくは五行説の影響により最初から5番目までの「ドソレラミ」の5つを使っていた。これはヨナ抜き長音階と同じものとなる。
この5音音階が奈良時代に日本に伝わり「呂旋法」と呼ばれたが、当時はあまり流行らなかったらしい。これが明治以降、西洋の影響を受けた日本で小学唱歌が作られるようになると、「呂旋法」と同じ音階を使いつつ、様々な曲が作曲された。これがヨナ抜き音階である。

## 歴史
すでに述べたように、ヨナ抜き音階と同様の中国の5音音階が奈良時代に日本に伝わり「呂旋法」と呼ばれていた。

### 明治
明治になると、文部省所属の音楽教育機関である音楽取調掛の長であった伊沢修二は、呂旋法の音階とヨーロッパの音階がほとんど同じであると「性急な誤った結論を下し」、ヨーロッパの音階を全面的に取り入れた。

#### 軍歌と寮歌
ヨナ抜き音階はまず軍歌で広まった。軍歌では明治元年の「宮さん宮さん」では民謡音階が採用されていたが、明治18年 - 23年ごろの「共同團歌」では軍隊節が「ヨナ抜き長音階と共通の陽類変ロ均ハ調レ旋法によっている」。そして「ヨーロッパ的な音楽が浸透するに連れて、必然的に同じ基本音階の陽類ラ旋法からド旋法－ヨナ抜き長音階－へと変化し」、「明治27年 - 28年ごろには、その様式が定まった」。
寮歌もほとんどがヨナ抜き長音階かヨナ抜き短音階で作られていて、「アムール川の流血や」（明治34年）、「嗚呼玉杯に花うけて」（明治35年）などが作られた。

#### 唱歌
唱歌でもヨナ抜き音階は広まっていった。明治14年、最初の唱歌集である「小学唱歌集」が伊沢修二とL・W・メーソンによって編纂され、そこには半分程度外国の曲が載っていたが、その中でスコットランド民謡の「蛍の光」、「思いいづれば」がヨナ抜き長音階風の曲であった。これはスコットランド民謡にも「ファ」と「シ」を抜いた5音音階の曲があった事による。
日本の作曲家による最初期のヨナ抜き長音階としては明治20年の「金剛石」（華族女学校校歌、作曲：奥好義）や明治21年の「紀元節」（作曲：伊沢修二）があるが、これらはのちの曲とは異なり、荘厳で優雅な雅楽調の曲であった。
明治30年代初頭までの唱歌では全音階や日本音階の曲が多かったが、明治30年代になって「小学唱歌の様式がヨナ抜き長音階とともに固定化していく」。この頃には「鉄道唱歌」（明治32年、作曲：多梅雅）、「きんたろう」（明治33年、作曲：田村虎彦）、「ももたろう」（明治33年、作曲：納所弁治郎）などがヨナ抜き長音階の曲として作曲されている。
一方「ヨナ抜き短音階は、唱歌では少なく」、明治29年の「新編教育唱歌集」に加えられた「四條畷」（作曲：小山作之助）があるが、「この曲はもともと軍歌として作曲されたものである」。

### 大正以降
大正時代になると、ヨナ抜き長音階「カチューシャの唄」（1917年）とヨナ抜き短音階の「船頭小唄」（1923年）という、いずれも中山晋平が作曲した歌が流行。「カチューシャの唄」のヨナ抜き長音階は、「「船頭小唄」のヨナ抜き短音階と並んで、昭和30年代までのレコード歌謡の主調となり、現在の「演歌」の最も主要な旋律的特徴とな」った。
「カチューシャの唄」は島村抱月がトルストイ「復活」を舞台にかける際、島村の書生であった中山晋平に劇中歌の作曲を依頼したもので、この際島村は「日本の俗謡とドイツのリートの中間をねらえ、誰にでも親しめるもの、日本中みんながうたえるようなものを作れ」と指示した。そこで中山は伝統的な民謡音階（田舎節）と西洋の長音階の折衷を狙い、ヨナ抜き長音階を使った。
なお、トルストイと同じロシアのチャイコフスキーによる『悲愴』第一楽章第二主題には「カチューシャの唄」と類似したメロディがあり、しかもヨナ抜き長音階である事から、中山がこの曲を参考にした可能性が指摘されている。

### 戦前昭和
大正末から昭和初期にかけての暗い世相を背景に、ヨナ抜き短音階が流行する。「『船頭小唄』のヒットに続いて芸者歌手が現れて以降、戦前戦中の歌謡曲の主流はヨナ抜き短音階になった」。

### 戦後昭和
60年安保と重ねられる事が多い『アカシアの雨がやむとき』は「戦後歌謡曲でヨナ抜き長音階によって悲しみを歌った代表曲のひとつ」である。
演歌や音楽学校で蔓延してきたヨナ抜き音階に対し、1970年代の歌謡曲では二六抜き短音階、すなわち民謡音階が顕著になる。
小泉文夫はこの傾向を「伝統的な音楽感覚の復権」と捉えたが、佐藤良明はむしろ黒人音楽の影響下に発展し、グループ・サウンズ・ブームを経て世界中に広まったロック・ミュージックにおける「メジャー・ペンタトニック」（＝ヨナ抜き音階）と「マイナー・ペンタトニック」（＝二六抜き短音階）というの相補的音階と捉えた。

### 平成・令和
2000年代中盤も演歌を中心にヨナ抜き音階で作曲された曲は広く親しまれていた。
2010年代以降の日本音楽再評価の流れもあり、若いアーティストの使用が目立った。

## 各ジャンルにおけるヨナ抜き音階

### 民謡
明治以前から伝わる本州、九州、四国の古来の民謡は民謡音階（結果的に「ニロ抜き短音階」、つまりヨナ抜き長音階の主音をラにしたものと同じ）、沖縄民謡は琉球音階が大半である。

### スコットランド民謡など
スコットランド民謡で使われる五音音階は、ヨナ抜き音階と同じ音階の曲が多い。“Long long ago”のようなヨナ抜き音階でない曲もある。
明治以降に作られた日本の唱歌には、外国の曲に詞をつけたものがかなりある。そのうち、「螢の光」や「故郷の空」は、スコットランドの民謡のヨナ抜き長音階（と同じもの）である。また、ラテンアメリカのフォルクローレでも同様の音階が一般的である。

### 演歌
演歌は現在でもヨナ抜き音階が主流である。「北国の春」、「夢追い酒」や、21世紀になってから登場した氷川きよしの「箱根八里の半次郎」、「星空の秋子」まで、ヨナ抜き長音階の曲が多い。また、「リンゴ追分」、「りんどう峠」、「達者でナ」、「津軽平野」などの民謡調演歌には、ニロ抜き短音階の曲もある。これらはコード進行で、VIm（ラドミ）や IIm（レファラ）などマイナーコードを多く使っているが、短調ではほとんど使われないソが多く使われている。

### カントリーミュージック
アメリカのカントリーミュージックにも、ヨナ抜き音階が使われることが多い。
- She'll Be Coming 'Round the Mountain - アメリカ民謡
- Heart, We Did All That We Could - ジーン・シェパード

### 歌謡曲・J-POP
歌謡曲、フォーク、ニューミュージック、J-POPの中にも曲の一部、あるいは全体がヨナ抜き長音階で構成されているものが少なくない。その中には、歌詞の世界観も含め「日本風」であることを意識したものが散見される。
- 「男はつらいよ (曲)」(渥美清)
- 「チンガラホケキョーの唄」(渥美清)
- 「ブルー・シャトウ」（ジャッキー吉川とブルー・コメッツ）[30]
- 「知床旅情」（加藤登紀子）
- 「上を向いて歩こう」（坂本九）
- 「ヨイトマケの唄」　(美輪明宏)
- 「木綿のハンカチーフ」（太田裕美）[31]
- 「風を感じて」（浜田省吾）
- 「夏祭り」（JITTERIN'JINN）
- 「赤い靴のバレリーナ」（松田聖子）
- 「昴」（谷村新司）
- 「しゃぼん玉」（長渕剛）
- 「Easy Come, Easy Go!」（B'z）
- 「EZ DO DANCE」（TRF）
- 「上海の風」（中澤ゆうこ）
- 「千本桜 feat.初音ミク」[32]
- 「恋するフォーチュンクッキー」（AKB48）[33]
- 「恋」（星野源）[33]
- 「笑顔」（いきものがかり）
- 「Beautiful」（Superfly）
- 「ZIPANG」（HYDE）
- 「FLASH」（Perfume）
- 「火炎」（女王蜂）
- 「make you happy」（NiziU）
- 「寄り酔い」（和ぬか）
- 「ヨワネハキ feat.和ぬか,asmi」（MAISONdes）
- 「エジソン」（水曜日のカンパネラ）
- 「招き猫」（水曜日のカンパネラ）
- 「地球儀」（米津玄師）[34]
- 「強風オールバック」（ゆこぴ）
- 「はいよろこんで」（こっちのけんと）

ヨナ抜き短音階やニロ抜き短音階で構成された楽曲で目立ったものはない。なお、「島唄」（THE BOOM）は珍しくニロ抜き長音階（ベース）による楽曲である。

### アニメソング
- 「大ちゃん数え歌」（いなかっぺ大将）
- 「修羅」（銀魂）
- 「恋愛サーキュレーション」（化物語）
- 「白金ディスコ」（偽物語）
- 「花ハ踊レヤいろはにほ」（ハナヤマタ）
- 「ルパン音頭」（ルパン三世 ルパンVS複製人間）
- 「BREAK IN2 THE NITE」（頭文字D）
- 「勝手に侵略者」（ケロロ軍曹）
- 「くちびるにメモリー」（究極超人あ〜る）
- 「ハローキティテーマソング」
- 「お願いマッスル」（ダンベル何キロ持てる?）

### ゲームソング
- 「純情Midnight伝説」（アイドルマスター シンデレラガールズ スターライトステージ）
- 「シオカラ節」（Splatoon[35]）
- がんばれゴエモン
- ライブ・ア・ライブ 幕末編BGM
- 東方Project
- 「ごじゅうざか」（トモダチコレクション）

### その他
- JR西日本285系電車やJR西日本281系電車、JR西日本271系電車の車内チャイム
- おお、万物の神よ（ケニアの国歌）